# Гогомобил
Гогомобил је било име за серију микроаутомобила прављених у фабрици Глас у баварском граду Динголфингу након Другог светског рата.
Глас је на платформи Гогомобила производио три модела: Гогомобил Т седан, Гогомобил ТС купе и Гогомобил ТЛ комби. Мотори су били ваздушно хлађени, двотактни, двоцилиндрични, првобитно од 250 cm3, а касније доступни и са већим радним запреминама од 300 и 400 cm3. Поседовали су „Гетрагов“ електрични преселективни мењач и мануелно квачило са двоструким мокрим диском. Мотор се налазио иза задње осовине. Вешање и спреда и позади је било независно са торзионим опругама и осцилирајућим раменима.
Између 1955. и 1969. произведено је 214.313 седана, 66.511 купеа, и 3.667 транспортер комбија и камионета. Просечна цена путничких модела је била око 3.500 немачких марака.

## Историјске и економске околности настанка микроаутомобила
Концепт микроаутомобила је био веома раширен у Европи, а нарочито у Немачкој, педесетих година прошлог века. Становништво је у годинама после Другог светског рата било слабе куповне моћи, гориво је било скупо, његове несташице честе, а истовремено је постојала велика потреба за индивидуалним превозним средствима.
Зато су многи произвођачи у складу са захтевима тржишта производили сићушне аутомобиле мале потрошње. То су били углавном двоседи, али је било и породичних, па и доставних возила. Неки од њих су били крајње несвакидашњег, па чак и бизарног изгледа у покушајима да буду што мањи, лакши и са што бољом аеродинамиком, као рецимо модели „Изете“, „Хајнкела“ или „Месершмита“, док је „Глас“ нагињао ка конвенционалнијем дизајну.
На стотине хиљада микроаутомобила је продато широм Европе од средине педесетих, па до пред крај шездесетих година, а онда је са растом животног стандарда и повећањем куповне моћи становништва потражња за њима опала. Глас је 1966. преузео BMW, који је тада био у успону. Производња „Гогомобила“ је након тога потрајала још три године, да би потом била угашена, заједно са марком „Глас“. Данас је некадашња „Гласова“ фабрика у Динголфингу један од најзначајнијих погона BMW, где се производе, између осталог, и каросерије за Ролс-Ројс.

## Т Седан
Глас је представио Гогомобил T250 на међународном сајму бицикала и мотоцикала  у Келну 1954.
Т250 је био седан конвенционалног изгледа са двоја врата и двотактним, двоцилиндричнним линијским, ваздушно хлађеним мотором радне запремине 250 cm3. Врата су се отварала супротно од смера кретања возила, а прозори су били клизни, што је у то време било уобичајено за ову класу аутомобила.
До 1957. T250 је претпрео извесне измене. Уместо једног, добио је два брисача, а клизни бочни прозори су замењени прозорима са мануелним подизачима. Истовремено, постале су доступне и верзије T300 и T400 са снажнијим моторима од 300 и 400 .
Последња измена на T седану је извршена 1964, када су шарке пребачене са задњег на предњи крај врата и тиме је омогућено класично отварање.
Т седан је због ниске набавне цене, солидног квалитета израде, поузданости, практичности и једноставног и јефтиног одржавања био веома популарно превозно средство.
До 30. јуна 1969, када је производња окончана, произведено је 214.313 примерака овог модела.

## ТС купе
Гогомобил Tpp. 2+2 купе је представљен на међународном сајму бицикала и мотоцикала  у Келну 1957, заједно са унапређеном верзијом Т седана.
Био је доступан у верзијама ТС250, ТС300 и ТС400, где ознака модела означава радну запремину мотора. Дели исту платформу са Т Седаном и осим аеродинамичније спортске каросерије и нешто другачије унутрашње организације коју она диктира, нема суштинских разлика између ова два модела.
Једину битну измену од свог настанка, овај модел је добио 1964. када су шарке премештене са задњег на предњи крај врата, чиме је остварена конвеционалнија поставка врата.
ТС Купе је увек био десет до двадесет одсто скупљи од Т седана. Иако је био веома популаран, поготово међу млађим купцима због спортског изгледа и елегантних линија каросерије, никада није достигао масовност Т Седана.
Укупан број произведених примерака износио је 66.511.

## Транспортер ТЛ комби / камионет
Као и остали модели „Гогомобила“, и Гогомобил Транспортер или Гогомобил ТЛ, је представљен на међународном сајму бицикала и мотоцикала  у Келну 1956. Конструисан је у великој мери према спецификацијама немачке Савезне поште, која је купила више од 2.000 примерака између октобра 1957 и новембра 1965.
Транспортер је спреда имао клизна врата, што је омогућавало вожњу са отвореним вратима - омиљен вид хлађења његових возача у летњим месецима. Позади је имао двокрилна врата.
Посебан куриозитет представља помоћно преклапајуће седиште, монтирано на резервоар за гориво, који се налазио на месту сувозача. Ово седиште се у потпуности склапало и спуштало уз страну резервоара када није било у употреби. Уколико би сувозач седео на њему, приликом сипања горива би морао да устане, да би се седиште склопило, јер се поклопац резервоара налазио тачно испод њега.
Транспортер је био доступан у верзији фургона или као камионет са товарним сандуком.
Камионете су у Немачкој користиле углавном комуналне службе за чишћење улица, или као раонике за снег.
Укупно је проведено 3.667 комбија и камионета модела Транспортер. За разлику од путничких аутомобила, комбији су се могли видети и у Србији, и били су познати под популарним именом „Гога“.

## Верзије

### Извоз у САД
Гогомобили су између 1955. и 1961. извожени у САД под именом Continental Car Combine. Продавани су по цени од 995 до 1.495 долара. То су биле посебне извозне верзије са моторима од 400 cm3, системом за аутоматско мешање бензина са уљем и фаровима без могућности замене сијалице, пречника 15 cm у складу са америчким прописима.

### Гогомобил Дарт
Фирма „Бакл Моторс“ (енгл. Buckle Motors Pty Ltd) из Сиднејa у Аустралији је између 1957. и 1961. произвела око 700 примерака спортских аутомобила по имену Гогомобил Дарт. „Дарт“ је био роудстер двосед без врата на бази механике и шасије Гогомобила ТС Купе. Био је доступан са моторима од 300 и 400 .
Као и код свих Гогомобила, мотор је био иза задње осовине, а у предњем делу се налазио мали пртљажни простор. За разлику од немачких модела са челичном каросеријом, каросерија „Дарта“ је била од стаклопластике и произвођена у „Бакл Моторсу“. Осмислио ју је син власника фирме, Бил Бакл Млађи. Тежина празног аутомобила је била свега 345 килограма.
„Дарт“ је имао несрећу да се појави на тржишту у периоду снажног економског успона Аустралије, у јеку потражње за великим и скупим аутомобилима. Уживао је глас „непрактичног и глупог“ аутомобила, али је са временом постао вредан колекционарски предмет и достигао култни статус.
„Бакл Моторс“ је производио по лиценци и остале моделе Гогомобила. У Аустралији је укупно произведено приближно 5.000 комада свих модела.

### Микрус МР 300
Верзија Гогомобила Т Седан је произвођена и у Пољској између 1957. и 1960. под именом Микрус МР 300. Каросерије су израђиване у фабрици пољ. WSK Mielec а мотори у фабрици пољ. WSK Rzeszów. Обе фабрике су биле део комплекса пољске ваздухопловне индустрије. Био је веома популаран, али су високи трошкови производње диктирали и високу продајну цену од око 50.000 пољских злота, или педесет просечних плата.
За нешто више од две године, произведено је 1.728 комада.
Микрус није лиценцни производ и настао је на основу такозваног „обрнутог инжењеринга“. За потребе конструкторског тима су у Немачкој набављена два микроаутомобила: једна „изета“ и један „гогомобил“. Након опсежне анализе, одлучено је да будући аутомобил буде развијен на основу „гогомобила“. Аутомобил је расклопљен и на основу његових делова је израђена пројектна документација „микруса“. Поједини делови су поједностављени и пројектована је потпуно нова, оригинална каросерија.